# Championnat de Chine de football américain
L'American Football League of China (en abrégé AFLC) est la plus ancienne organisation sportive de football américain en Chine. 
Fondée en 2013, l'AFLC n'était qu'une petite ligue de loisirs qui s'est, au fil du temps, transformée en vitrine de premier plan du football américain en Chine. 
Cette ligue a été créée pour les autochtones, 92 % des joueurs étant de nationalité chinoise.

## Histoire
L'AFLC est créée en 2013 par Chris McLaurin, un ancien joueur de football américain des Wolverines du Michigan. McLaurin, qui travaillait à Chongqing à l'époque, aide un groupe de locaux et d'expatriés membres du club des Chongqing Dockers. Après avoir organisé ce club et créé des liens avec les autres clubs de football américain se créant dans tout le pays, McClarren organise une réunion à Shanghai avec huit équipes qui décident de créer la ligue (il est également rejoint par un ancien joueur de Michigan ayant également joué en NFL, Mike Hart (en)). 
La première saison de la ligue, les équipes sont réparties en deux divisions : 
- Est : les Beijing Cyclones, Shanghai Titans, Shanghai Warriors et Tianjin Pirates ;
- Ouest : les Chongqing Dockers, Chengdu Mustangs, Guangzhou Tigers et les Hong Kong Warhawks.

Toutes les équipes existant à l'époque n'ont pas été intégrées dans la ligue, comme, les Suzhou Blue Knights qui doivent se contenter de match amicaux avec les équipes de la ligue. La saison 2013 se termine par le premier AFLC Championship Game qui se déroule au Luwan Stadium de Shanghai le 12 janvier 2014. Ce sont les Chongqing Dockers qui sont sacrés champions en battant 24 à 16 les Shanghai Warriors.
En 2014, la ligue se compose de 12 équipes. Elle se réduit légèrement à 10 équipes en 2015 mais comportera 14 équipes réparties en 3 divisions en 2016. L'expansion perdure puisqu'en 2017. 18 équipes seront réparties en 4 divisions. En outre, Chris McLaurin décide de démissionner de son rôle de commissaire de l'AFLC qui le remplace par Datong Wang.
En 2018, la ligue compte 20 équipes réparties en 4 divisions. Les séries éliminatoires passent de 8 à 12 équipes, les 4 champions de division étant exemptés du premier tour des séries éliminatoires.

### Autres ligues
La Chine comporte d'autres ligues de football américain dont :
- La City Bowl League : Elle est concurrente de l'AFLC. Son championnat s'est disputé entre 33 équipes en 2018. La ligue fonctionne de façon similaire à la NCAA. Sa saison régulière se déroule d'avril à octobre, est suivie de playoffs et d'une finale dénommée le City Bowl Final et est joué en fin d'année.
- Une ligue d'Arena : la China Arena Football League n'a joué que lors de son année inaugurale en 2016 mais annonce une nouvelle saison en 2019.
- Une ligue universitaire : la China's Universities American Football League (CUAFL) a débuté en 2013 avec 4 équipes et se base sur une version light de la NCAA. En 2018, 10 équipes en faisaient partie. Il existe d'autre organisations universitaires dans le pays qui organisent sporadiquement des tournois.

## Le palmarès
| Saison | Edition | Vainqueur                   | Score   | Finaliste           |
| ------ | ------- | --------------------------- | ------- | ------------------- |
| 2013   | I       | Chongqing Dockers (1)       | 24 - 16 | Shanghai Warriors   |
| 2014   | II      | Shanghai Nighthawks (1)     | 26 - 24 | Shanghai Titans     |
| 2015   | III     | Shanghai Warriors (1)       | 37 - 30 | Shanghai Nighthawks |
| 2016   | IV      | Shanghai Titans (1)         | 28 - 06 | Shanghai Nighthawks |
| 2017   | V       | Shanghai Warriors (2)       | 30 - 20 | Shanghai Titans     |
| 2018   | VI      | Shanghai Warriors (3)       | 40ET34  | Shanghai Titans     |
| 2019   | VII     | Wuhan Berserkers/Basaka (1) | 36 - 13 | Shanghai Titans     |

## Équipes engagées pour la saison 2019
| Équipes                | V. | D. | ≠    |
| ---------------------- | -- | -- | ---- |
| Beijing Barbarian      | 5  | 0  | 104  |
| Taiyuan Jinwei         | 4  | 1  | 61   |
| Qingdao Conqueror      | 3  | 2  | 18   |
| Shenyang King Kong     | 2  | 3  | -15  |
| Beijing Iron Porcelain | 1  | 4  | -64  |
| Tianjin Pirate         | 0  | 5  | -104 |

| Équipes                | V. | D. | ≠   |
| ---------------------- | -- | -- | --- |
| Hong Kong Warhawk      | 4  | 1  | 21  |
| Taipei Hunter          | 3  | 2  | 50  |
| Foshan Tiger (Yanhu)   | 3  | 2  | 0   |
| Hong Kong Cobra        | 2  | 3  | -27 |
| Hong Kong Killer Whale | 2  | 3  | -50 |
| Guangzhou Apache       | 1  | 4  | -36 |

| Équipes                   | V. | D. | ≠   |
| ------------------------- | -- | -- | --- |
| Wuhan Berserkers (Basaka) | 4  | 0  | 84  |
| Chengdu Pandaren          | 3  | 1  | 42  |
| Zhengzhou Steam Engine    | 1  | 3  | -55 |
| Chongqing Fury            | 0  | 4  | -71 |

| Équipes                      | V. | D. | ≠   |
| ---------------------------- | -- | -- | --- |
| Shanghai Titans              | 4  | 0  | 64  |
| Shanghai Warriors            | 3  | 1  | 49  |
| Hangzhou Saber-toothed Tiger | 2  | 2  | 13  |
| Shanghai Stray Cat           | 0  | 3  | -63 |
| General Hangzhou             | 0  | 3  | -63 |

Résultat des séries éliminatoires 2019 de l'AFLC  :
|  | Wild-card (16 novembre 2019)      | Wild-card (16 novembre 2019)   |                             |                                 | Huitièmes de finale (30 novembre et 1er décembre 2019) | Huitièmes de finale (30 novembre et 1er décembre 2019) |  |  | Demi-finales (14 décembre 2019) | Demi-finales (14 décembre 2019) |  |  | Finale (11 janvier 2020) | Finale (11 janvier 2020) |
|  | --------------------------------- | ------------------------------ | --------------------------- | ------------------------------- | ------------------------------------------------------ | ------------------------------------------------------ |  |  | ------------------------------- | ------------------------------- |  |  | ------------------------ | ------------------------ |
|  |                                   |                                |                             |                                 |                                                        |                                                        |  |  |                                 |                                 |  |  |                          |                          |
|  |                                   |                                |                             |                                 |                                                        |                                                        |  |  |                                 |                                 |  |  |                          |                          |
|  |                                   |                                |                             |                                 |                                                        |                                                        |  |  |                                 |                                 |  |  |                          |                          |
|  |                                   |                                |                             |                                 |                                                        |                                                        |  |  |                                 |                                 |  |  |                          |                          |
|  |                                   |                                |                             |                                 |                                                        |                                                        |  |  |                                 |                                 |  |  |                          |                          |
|  |                                   |                                |                             |                                 |                                                        |                                                        |  |  |                                 |                                 |  |  |                          |                          |
|  |                                   | Shanghai Titan (E1)            | 62                          |                                 |                                                        |                                                        |  |  |                                 |                                 |  |  |                          |                          |
|  |                                   |                                | 62                          |                                 |                                                        |                                                        |  |  |                                 |                                 |  |  |                          |                          |
|  |                                   | Taiyuan Jinwei Army (N2)       | 0                           |                                 |                                                        |                                                        |  |  |                                 |                                 |  |  |                          |                          |
|  | Taiyuan Jinwei Army (N2)          | Taiyuan Jinwei Army (N2)       | 0                           | 26                              |                                                        |                                                        |  |  |                                 |                                 |  |  |                          |                          |
|  | Taiyuan Jinwei Army (N2)          |                                |                             | 26                              |                                                        |                                                        |  |  |                                 |                                 |  |  |                          |                          |
|  | Zhengzhou Steam Engine (O3)       | 14                             |                             |                                 |                                                        |                                                        |  |  |                                 |                                 |  |  |                          |                          |
|  | Zhengzhou Steam Engine (O3)       | 14                             |                             | Shanghai Titans (E1)            | 23                                                     |                                                        |  |  |                                 |                                 |  |  |                          |                          |
|  |                                   |                                |                             | Shanghai Titans (E1)            | 23                                                     |                                                        |  |  |                                 |                                 |  |  |                          |                          |
|  |                                   |                                | Hong Kong Battle Eagle (S1) | 12                              |                                                        |                                                        |  |  |                                 |                                 |  |  |                          |                          |
|  |                                   |                                | Hong Kong Battle Eagle (S1) | 12                              |                                                        |                                                        |  |  |                                 |                                 |  |  |                          |                          |
|  |                                   |                                |                             |                                 |                                                        |                                                        |  |  |                                 |                                 |  |  |                          |                          |
|  |                                   |                                |                             |                                 |                                                        |                                                        |  |  |                                 |                                 |  |  |                          |                          |
|  |                                   | Hong Kong Battle Eagle (S1)    | FF                          |                                 |                                                        |                                                        |  |  |                                 |                                 |  |  |                          |                          |
|  |                                   |                                | FF                          |                                 |                                                        |                                                        |  |  |                                 |                                 |  |  |                          |                          |
|  |                                   | Chengdu Pandaren (O2)          | -                           |                                 |                                                        |                                                        |  |  |                                 |                                 |  |  |                          |                          |
|  | Chengdu Pandaren (O2)             | Chengdu Pandaren (O2)          | -                           | FF                              |                                                        |                                                        |  |  |                                 |                                 |  |  |                          |                          |
|  | Chengdu Pandaren (O2)             |                                |                             | FF                              |                                                        |                                                        |  |  |                                 |                                 |  |  |                          |                          |
|  | Qingdao Conqueror (N3)            | -                              |                             |                                 |                                                        |                                                        |  |  |                                 |                                 |  |  |                          |                          |
|  | Qingdao Conqueror (N3)            | -                              |                             | Shanghai Titans (E1)            | 13                                                     |                                                        |  |  |                                 |                                 |  |  |                          |                          |
|  |                                   |                                |                             | Shanghai Titans (E1)            | 13                                                     |                                                        |  |  |                                 |                                 |  |  |                          |                          |
|  |                                   | Wuhan Berserkers (Basaka) (O1) | 36                          |                                 |                                                        |                                                        |  |  |                                 |                                 |  |  |                          |                          |
|  |                                   | Wuhan Berserkers (Basaka) (O1) | 36                          |                                 |                                                        |                                                        |  |  |                                 |                                 |  |  |                          |                          |
|  |                                   |                                |                             |                                 |                                                        |                                                        |  |  |                                 |                                 |  |  |                          |                          |
|  |                                   |                                |                             |                                 |                                                        |                                                        |  |  |                                 |                                 |  |  |                          |                          |
|  | Wuhan Berserkers (Basaka) (O1)    | 52                             |                             |                                 |                                                        |                                                        |  |  |                                 |                                 |  |  |                          |                          |
|  | Wuhan Berserkers (Basaka) (O1)    | 52                             |                             |                                 |                                                        |                                                        |  |  |                                 |                                 |  |  |                          |                          |
|  |                                   | Foshan Jiuhu (S2)              | 6                           |                                 |                                                        |                                                        |  |  |                                 |                                 |  |  |                          |                          |
|  | Foshan Jiuhu (S2)                 | Foshan Jiuhu (S2)              | 6                           | 25                              |                                                        |                                                        |  |  |                                 |                                 |  |  |                          |                          |
|  | Foshan Jiuhu (S2)                 |                                |                             | 25                              |                                                        |                                                        |  |  |                                 |                                 |  |  |                          |                          |
|  | Hangzhou Saber-Toothed Tiger (E3) | 24                             |                             |                                 |                                                        |                                                        |  |  |                                 |                                 |  |  |                          |                          |
|  | Hangzhou Saber-Toothed Tiger (E3) | 24                             |                             | Wuhan Bersserkers (Basaka) (O1) | 86                                                     |                                                        |  |  |                                 |                                 |  |  |                          |                          |
|  |                                   |                                |                             | Wuhan Bersserkers (Basaka) (O1) | 86                                                     |                                                        |  |  |                                 |                                 |  |  |                          |                          |
|  |                                   | Shanghai Warriors (E2)         | 40                          |                                 |                                                        |                                                        |  |  |                                 |                                 |  |  |                          |                          |
|  |                                   | Shanghai Warriors (E2)         | 40                          |                                 |                                                        |                                                        |  |  |                                 |                                 |  |  |                          |                          |
|  |                                   |                                |                             |                                 |                                                        |                                                        |  |  |                                 |                                 |  |  |                          |                          |
|  |                                   |                                |                             |                                 |                                                        |                                                        |  |  |                                 |                                 |  |  |                          |                          |
|  | Beijing Barbarian (N1)            | 6                              |                             |                                 |                                                        |                                                        |  |  |                                 |                                 |  |  |                          |                          |
|  | Beijing Barbarian (N1)            | 6                              |                             |                                 |                                                        |                                                        |  |  |                                 |                                 |  |  |                          |                          |
|  |                                   | Shanghai Warriors (E2)         | 34                          |                                 |                                                        |                                                        |  |  |                                 |                                 |  |  |                          |                          |
|  | Shanghai Warriors (E2)            | Shanghai Warriors (E2)         | 34                          | 42                              |                                                        |                                                        |  |  |                                 |                                 |  |  |                          |                          |
|  | Shanghai Warriors (E2)            |                                |                             |                                 |                                                        |                                                        |  |  |                                 |                                 |  |  |                          |                          |
|  | Taipei Hunter (S3)                | 18                             |                             |                                 |                                                        |                                                        |  |  |                                 |                                 |  |  |                          |                          |
|  | Taipei Hunter (S3)                | 18                             |                             |                                 |                                                        |                                                        |  |  |                                 |                                 |  |  |                          |                          |